# Regering-Pompidou II
De regering–Pompidou II (Frans: Gouvernement Georges Pompidou II) was de regering van de Franse Republiek van 6 december 1962 tot 8 januari 1966.
| Ambtsbekleder                                    | Ambtsbekleder             | Ambtsbekleder                          | Functie(s)                                | Ambtstermijn     | Ambtstermijn     | Partij |
| ------------------------------------------------ | ------------------------- | -------------------------------------- | ----------------------------------------- | ---------------- | ---------------- | ------ |
|                                                  | Georges Pompidou          | Georges Pompidou (1911–1974)           | Premier                                   | 14 april 1962    | 10 juli 1968     | UNR    |
|                                                  | Louis Jacquinot           | Louis Jacquinot (1898–1993)            | Minister van Staat                        | 1 juni 1958      | 8 januari 1966   | CNIP   |
| Minister van Overzeese Gebiedsdelen en de Sahara | Louis Jacquinot           | Louis Jacquinot (1898–1993)            | 24 augustus 1961                          |                  | 8 januari 1966   | CNIP   |
|                                                  | André Malraux             | André Malraux (1901–1976)              | Minister van Staat                        | 8 januari 1959   | 20 juni 1969     | UNR    |
| Minister van Cultuur                             | André Malraux             | André Malraux (1901–1976)              | 22 juli 1959                              |                  | 20 juni 1969     | UNR    |
|                                                  | Gaston Palewski           | Gaston Palewski (1901–1984)            | Minister van Staat                        | 14 april 1962    | 23 februari 1965 | UNR    |
| Minister van Wetenschap en Ruimtevaart           | Gaston Palewski           | Gaston Palewski (1901–1984)            |                                           | 14 april 1962    | 23 februari 1965 | UNR    |
|                                                  |                           | Louis Joxe (1901–1991)                 | Minister van Staat                        | 6 december 1962  | 7 april 1967     | UNR    |
| Minister voor Bestuurlijke Vernieuwing           |                           | Louis Joxe (1901–1991)                 |                                           | 6 december 1962  | 7 april 1967     | UNR    |
|                                                  | Roger Frey                | Roger Frey (1913–1997)                 | Minister van Binnenlandse Zaken           | 6 mei 1961       | 7 april 1967     | UNR    |
|                                                  | Maurice Couve de Murville | Maurice Couve de Murville (1907–1999)  | Minister van Buitenlandse Zaken           | 8 januari 1959   | 10 juli 1968     | UNR    |
|                                                  | Valéry Giscard d'Estaing  | Valéry Giscard d'Estaing (1926–2020)   | Minister van Financiën                    | 18 januari 1962  | 8 januari 1966   | RI     |
| Minister van Economische Zaken                   | Valéry Giscard d'Estaing  | Valéry Giscard d'Estaing (1926–2020)   |                                           | 18 januari 1962  | 8 januari 1966   | RI     |
|                                                  | Pierre Messmer            | Pierre Messmer (1916–2007)             | Minister van Defensie                     | 5 februari 1960  | 20 juni 1969     | UNR    |
|                                                  | Jean Foyer                | Jean Foyer (1921–2008)                 | Minister van Justitie                     | 14 april 1962    | 7 april 1967     | UNR    |
| Zegelbewaarder                                   | Jean Foyer                | Jean Foyer (1921–2008)                 |                                           | 14 april 1962    | 7 april 1967     | UNR    |
|                                                  | Raymond Marcellin         | Raymond Marcellin (1914–2004)          | Minister van Volksgezondheid              | 16 mei 1962      | 8 januari 1966   | RI     |
|                                                  | Gilbert Grandval          | Gilbert Grandval (1904–1981)           | Minister van Arbeid en Werkgelegenheid    | 16 mei 1962      | 8 januari 1966   | UNR    |
|                                                  | Christian Fouchet         | Christian Fouchet (1911–1974)          | Minister van Onderwijs                    | 6 december 1962  | 7 april 1967     | UNR    |
|                                                  |                           | Marc Jacquet (1913–1983)               | Minister van Transport en Openbare Werken | 6 december 1962  | 7 april 1967     | UNR    |
|                                                  | Jacques Maziol            | Jacques Maziol (1918–1990)             | Minister van Huisvesting                  | 14 april 1962    | 20 juni 1969     | UNR    |
|                                                  | Edgard Pisani             | Edgard Pisani (1918–2016)              | Minister van Landbouw en Visserij         | 24 augustus 1961 | 8 januari 1966   | DVG    |
|                                                  |                           | Jacques Marette (1922–1984)            | Minister voor Post                        | 14 april 1962    | 7 april 1967     | UNR    |
|                                                  |                           | Michel Maurice- Bokanowski (1912–2005) | Minister voor Industriële Zaken           | 14 april 1962    | 8 januari 1966   | UNR    |
|                                                  | Raymond Triboulet         | Raymond Triboulet (1906–2006)          | Minister voor Samenwerking                | 6 december 1962  | 8 januari 1966   | UNR    |
|                                                  |                           | Jean Sainteny (1907–1978)              | Minister voor Veteranenzaken              | 6 december 1962  | 8 januari 1966   | UNR    |
|                                                  | Alain Peyrefitte          | Alain Peyrefitte (1925–1999)           | Minister voor Informatie                  | 6 december 1962  | 8 januari 1966   | UNR    |
|                                                  |                           | Francois Missoffé (1919–2003)          | Minister voor Diaspora Zaken              | 6 december 1962  | 24 juli 1964     | UNR    |